# Бабаян, Айк
Айк Арутюнович Бабаян (арм. Հայկ Հարությունի Բաբայան, род. 25 декабря 1979 г., Гарни, Котайкская область, РА) — Командующий Войск Полиции МВД РА, заместитель начальника Полиции МВД РА, член Совещательного органа (коллегии) Полиции МВД РА, генерал майор.

## Биография
Бабаян А. А. родился 25 декабря 1979 года в селе Гарни Котайкской области в семье педагогов. В 1986—1996 годах учился в средней школе № 2 села Гарни.
В 1996—2000 годах обучался в Государственном институте физической культуры и спорта Армении, получив профессию тренера-педагога.
В 2000 году был призван на срочную военную службу Вооружённых Сил Армении, в воинскую часть имени маршала Баграмяна. В том же году прошел трехмесячные курсы офицерского квалификационного центра, получив воинское звание лейтенанта.
В 2000—2010 годах служил в воинской части имени маршала Баграмяна, занимал различные должности.
В 2010—2012 годах служил в 3-м армейском корпусе ВС Армении.
В 2013—2015 годах обучался в магистратуре Образовательного комплекса Полиции РА по направлению подготовки «Юриспруденция».
В 2012—2020 годах занимал должность заместителя по работе с личным составом командующего Полицией РА. В ходе своей деятельности регулярно руководил и проводил образовательные, познавательные, просветительские, благотворительные мероприятия. Подчеркивая духовное воспитание военнослужащих, Айк Бабаян часто организовывал встречи, беседы и дискуссии с помощником духовного руководителя Полиции РА Тер Вртанесом Багумяном в подразделениях Полиции РА, тем самым способствуя укреплению морально-психологического воспитания военнослужащих, формированию и развитию духовно-нравственных ценностей. Он также организовывал образовательные сборы с целью развития знаний, навыков и умений военнослужащих, а также их подготовке к боевому дежурству. 16 ноября 2020 года указом президента Армении назначен командующим Полицией Армении, заместителем начальника полиции.
По инициативе Айка Бабаяна 12 ноября 2021 года на территории, прилегающей к административному зданию Главного управления полиции, открылся «Парк вечности», посвященный воинам полиции, погибшим в 44-дневной войне в Арцахе.
В 2017 году изданы буклеты «25 лет Полицейским войскам» и «30 лет Полицейским войскам» в 2022 году, в которых отражена деятельность внутренних войск МВД за 1992—2004 годы и деятельность Полицейских войск РА с 2004—2022. По его инициативе также была создана юбилейная медаль «30 лет Полицейским войскам».

## Личная жизнь
Женат, у него есть сын и дочь.

## Звания
- 2000 год — рядовой
- 2000 год — старший
- 2000 год — лейтенант
- 2003 год — старший лейтенант
- 2005 год — капитан
- 2008 год — майор
- 2011 год — подполковник
- 2013 год — полковник

- 2024 год — генерал майор

## Награды
- Медаль Государственная награда РА «Боевая служба»[5][6]
- Медаль ВС РА «За безупречную службу» 1-й степени
- Медаль ВС РА «За безупречную службу» 2-й степени
- Ведомственная медаль «20-летие Вооружённых Сил Армении»
- Медаль ВС РА «За военное сотрудничество»
- Медаль Полиции РА «Оборона Закона»
- Юбилейная медаль «100 лет Полиции»
- Нагрудный знак «За отличие в полицейских силах» 2-й степени
- Нагрудный знак «За отличие в полицейских силах» 1-й степени
- Орден Республики Арцах «Боевой Крест» 2-й степени (2021 г.)
- Медаль «Боевое обеспечение» (апрель 2021 г.)
- Медаль «Вазген Саргсян» (апрель 2021 г.)
- Медаль «30 лет Пограничным войскам» (май 2022 г.).
- Юбилейная медаль «30-летие полиции» (июнь 2022 г.)
- Юбилейная медаль «30 лет Службе государственной безопасности» (июнь 2022 г.)
- Медаль «Маршал Баграмян» (июнь 2022 г.)

## Опубликованные работы
- Психология несовершеннолетнего правонарушителя / Т. А. Азатян, А. А. Бабаян: — Ереван. Авторское издание, 148 страниц.

## Галерея

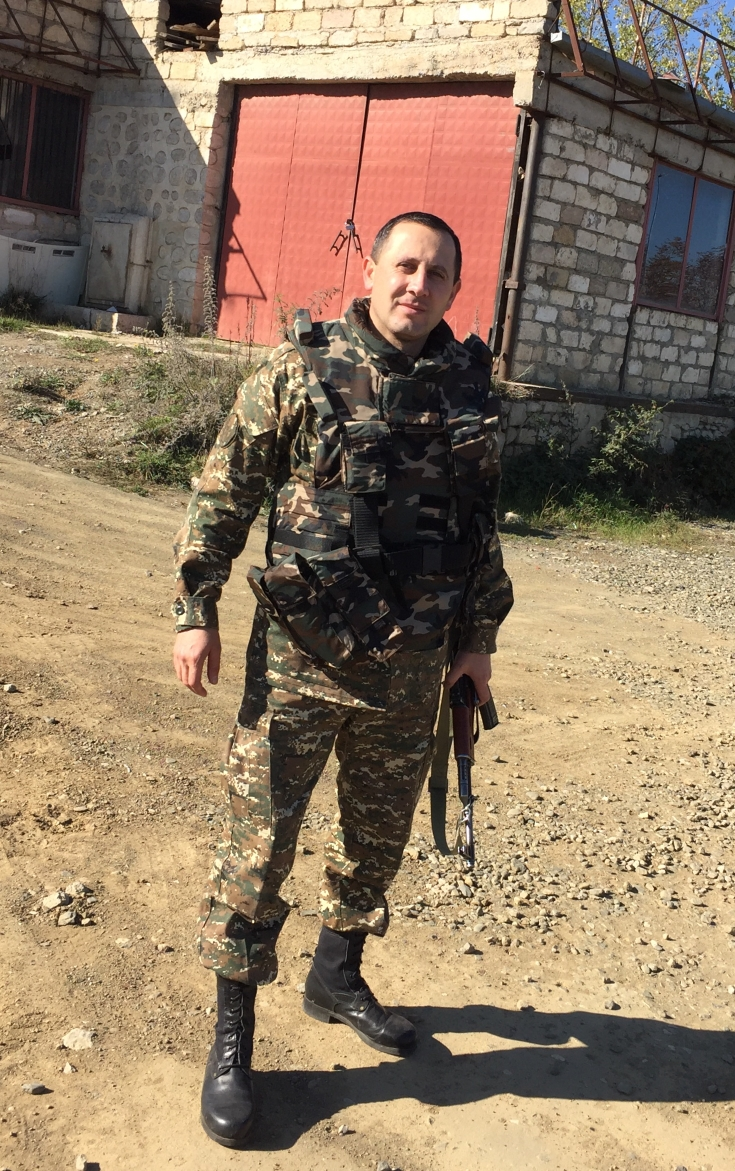